# Хендерсонов лори-отшельник
Хендерсо́нов ло́ри-отше́льник (лат. Vini stepheni) — птица из рода лори-отшельники (Vini) отряда попугаеобразных.

## Описание
Длина тела 18 см, масса — 42—55 г. Общий окрас оперения красно-зелёный, за исключением золотисто-жёлтого кончика хвоста, красного оперения на нижней части тела и щеках и тёмно-фиолетового в центральной части живота. Глаза золотисто-жёлтые. Голос — пронзительный визг.
Хендерсонов лори-отшельник обитает на опушках лесов и в насаждениях кокосовых пальм на берегу пляжей. Питается нектаром, пыльцой и фруктами различных растений. Часть рациона также составляют членистоногие, в том числе личинки чешуекрылых.

## Охранный статус
Ареал Хендерсонова лори-отшельника охватывает только остров Хендерсон в составе архипелага Питкэрн. В 1987 году общая численность популяции вида составляла 720—1820 особей, в 1992 году — около 200 пар. Главными угрозами являются крысы, завезённые на остров, птичьи болезни, такие как малярия и оспа. Выращивание экзотических видов растений также может негативно повлиять на численность популяции.
Хендерсонов лори-отшельник включён в Приложение II СИТЕС.